# AFAS Stadion
El AFAS Stadion es un estadio multiusos que está situado en la ciudad de Alkmaar, Países Bajos. En él se disputan los encuentros de fútbol que juega como local el club AZ Alkmaar que participa en la Eredivisie. El estadio cuenta con capacidad para 17.023 espectadores y fue inaugurado en el 2006.

## Historia
El estadio fue inaugurado el 4 de agosto de 2006, con el nombre de DSB Stadion, para ser sede de los partidos disputados en casa por el AZ Alkmaar, reemplazando al antiguo estadio de la ciudad, el Alkmaarderhout. Ese mismo día se jugó el primer partido en esta cancha: un amistoso entre AZ Alkmaar y Arsenal de Inglaterra que acabó en victoria del cuadro inglés por 3-0. El primer gol en la historia del estadio fue anotado por Gilberto Silva en ese partido.
Tras la bancarrota del DSB Bank, que era el auspiciador del AZ, el estadio cambió su nombre a AZ Stadion. Desde octubre de 2010 lleva el nombre del actual auspiciador del club, AFAS.

## Estructura
El estadio comprende cuatro tribunas: la principal llamada "Victorie Tribune", "Molenaar Tribune", "Van der Ben Tribune" y "Westzijde".

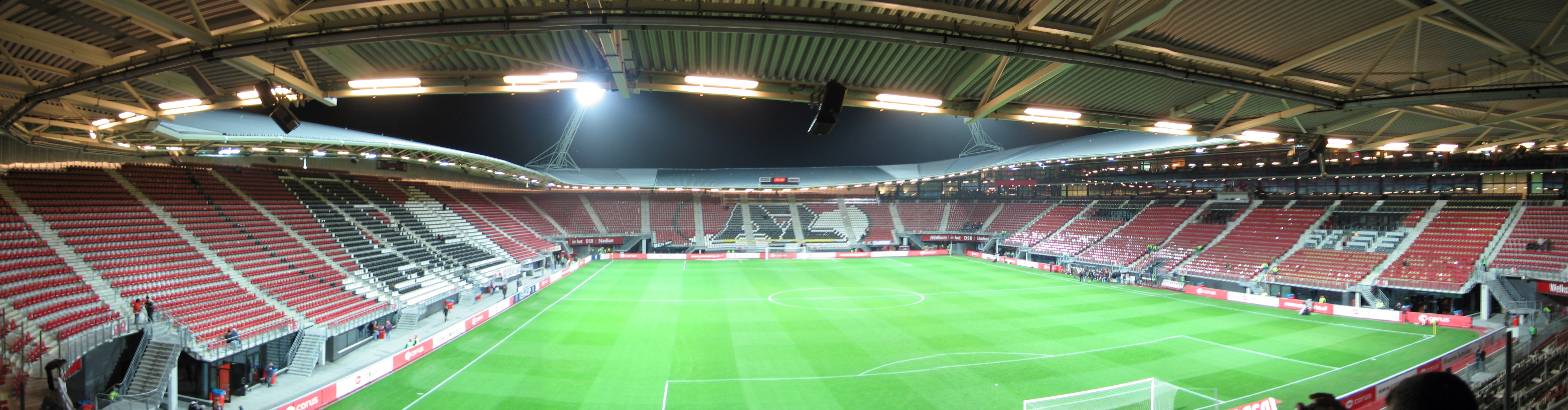
Panorámica del estadio.